# Karen Kavalerjan

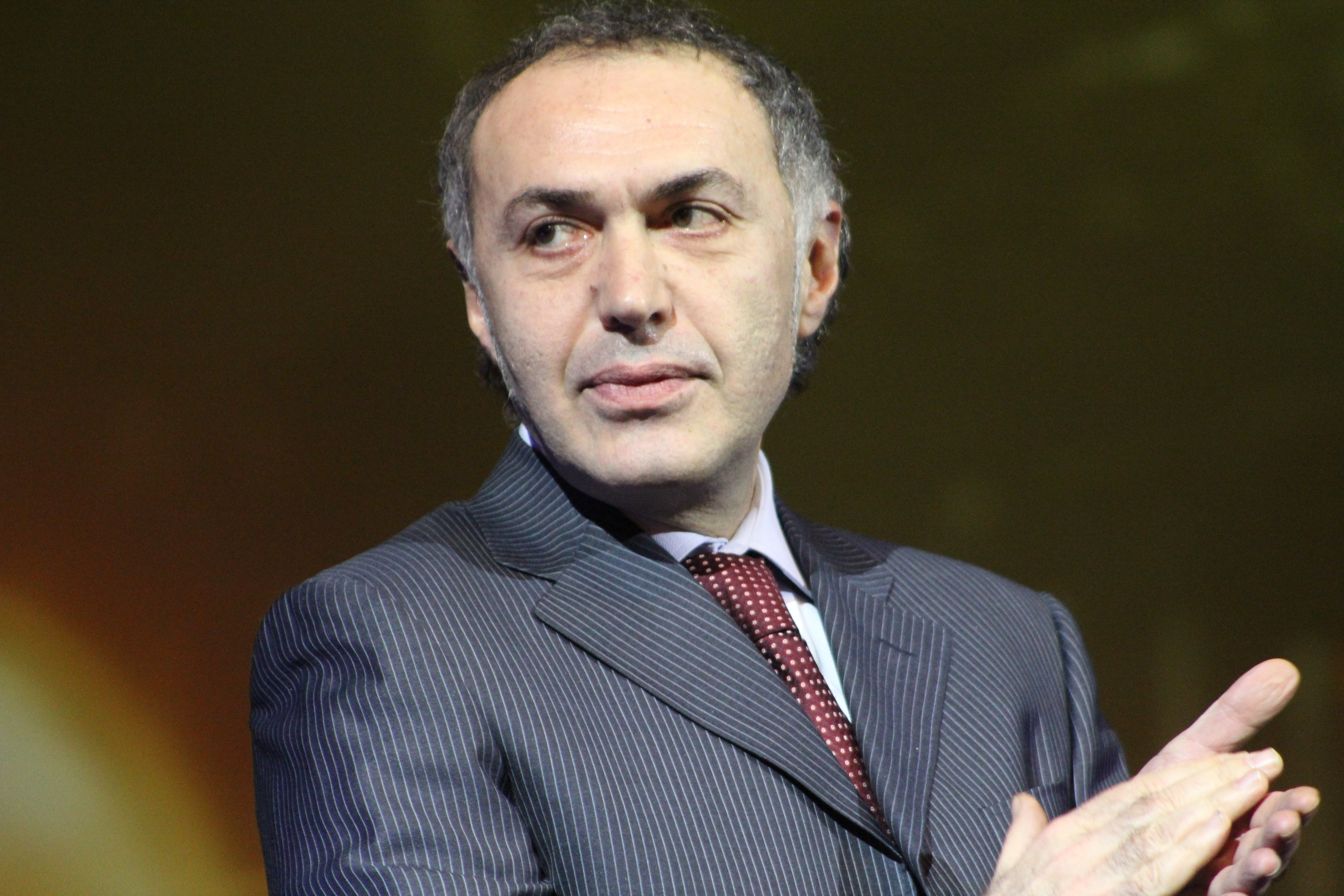
Karen Kavalerjan

Karen Kavalerjan (armeniska: Կարեն Կավալերյան, ryska: Каре́н Артав́аздович Кавалеря́н, Karén Artavazdovitj Kavalerján) född 5 juni 1961 i Moskva, är en armenisk-rysk låtskrivare. Han innehar för närvarande rekordet i antal representerade länder vid Eurovision Song Contest med fem stycken. Länderna är Ryssland år 2002 och 2006, Vitryssland år 2007, Armenien år 2007 och 2010, Ukraina år 2008 och 2013 samt Georgien år 2008.
Hans hittills mest lyckade bidrag i tävlingen är "Shady Lady" som Ani Lorak framförde för Ukraina år 2008 samt Dima Bilans "Never Let You Go" för Ryssland 2006, som bägge slutade tvåa.
Karen Kavalerjans son, Artjom Kavalerjan, var upphovsman till Rysslands bidrag, "Doroga k solntsu", vid Junior Eurovision Song Contest 2005 framförd av Vlad Krutskich.

## Eurovision Song Contest-bidrag
| Land        | År   | Bidrag               | Artist           | Placering  | Poäng         | Kompositör        |
| ----------- | ---- | -------------------- | ---------------- | ---------- | ------------- | ----------------- |
| Ryssland    | 2002 | "Northern Girl"†1    | Prime Minister   | 10         | 55            | Kim Breitburg     |
| Ryssland    | 2006 | "Never Let You Go"†2 | Dima Bilan       | 2 (SF: 3)  | 248 (SF: 217) | Aleksander Lunjov |
| Vitryssland | 2007 | "Work Your Magic"    | Dzmitry Kaldun   | 6 (SF: 4)  | 145 (SF: 176) | Filipp Kirkorov   |
| Armenien    | 2007 | "Anytime You Need"†3 | Hajko            | 8 (SF: —)  | 138 (SF: —)   | Hajko             |
| Ukraina     | 2008 | "Shady Lady"         | Ani Lorak        | 2 (SF: 1)  | 230 (SF: 152) | Filipp Kirkorov   |
| Georgien    | 2008 | "Peace Will Come"    | Diana Ghurtskaia | 11 (SF: 5) | 83 (SF: 107)  | Kim Breitburg     |
| Armenien    | 2010 | "Apricot Stone"      | Eva Rivas        | 7 (SF:6)   | 141 (SF:83)   | Armen Martirosjan |
| Ukraina     | 2013 | "Gravity"            | Zlata Ohnevytj   |            |               | Michail Nekrasov  |

†1 Texten skriven tillsammans med Evgene Fridljand & Irina Antonjan

†2 Texten skriven tillsammans med Irina Antonjan

†3 Texten skriven tillsammans med Hajko (delen på armeniska)

### Bidrag i nationella uttagningar
- 2005 Ryssland Aleksandr Panajotov & Aleksej Tjumakov, Balalajka och ryska versionen av Balalajka
- 2005 Ryssland A-Sortie, Keep On Shinin' och ryska versionen Sjarik
- 2006 Ryssland Dima Bilan, Lady Flame
- 2006 Ryssland Jasmin, Foreigner
- 2007 Vitryssland Diana Ghurtskaia, How Long
- 2008 Ryssland Aleksandr Panajotov, Crescent & Cross
- 2008 Ryssland Anatolij Aljosjin, One More Try